# فرودگاه آیرنهد
فرودگاه آیرنهد (به انگلیسی: Ironhead Airport) یک فرودگاه همگانی است که یک باند فرود چمن دارد و طول باند آن ۷۶۲ متر است. این فرودگاه در کشور ایالات متحده آمریکا قرار دارد و در ارتفاع ۲۱۸ متری از سطح دریا واقع شده‌است.